# Cyrtopogon plausor
Cyrtopogon plausor är en tvåvingeart som beskrevs av Osten Sacken 1877. Cyrtopogon plausor ingår i släktet Cyrtopogon och familjen rovflugor. Inga underarter finns listade i Catalogue of Life.